# Realismo jurídico
El realismo jurídico es una doctrina filosófica que identifica al derecho con la fuerza estatal o con la probabilidad asociada a las decisiones judiciales.
El realismo jurídico comparte con las diferentes corrientes del realismo filosófico una consideración unitaria de la ciencia y la filosofía, el uso del análisis como método, y el pluralismo como metafísica, así como una visión del mundo naturalista y anti-idealista.
El realismo jurídico se desarrolla especialmente en el siglo XX, a raíz de la revuelta contra el formalismo conceptual que había caracterizado a la ciencia jurídica del siglo anterior.
En otra acepción, se denomina «realismo jurídico clásico» a la doctrina clásica del derecho natural.

## Antecedentes
Puede citarse como antecedente el realismo clásico de los sofistas griegos. Entre ellos destaca Trasímaco, para quien el derecho es la voluntad del más fuerte.

## Caracteres
Para los realistas jurídicos el derecho no está formado por enunciados con contenido ideal acerca de lo que es obligatorio, sino por las reglas realmente observadas por la sociedad o impuestas por la autoridad estatal. Esto supone que el concepto de vigencia (o validez formal) pasa a un segundo término, mientras que el concepto de validez (validez material, que es igual a eficacia) se convierte en la piedra angular del conocimiento del derecho.
La función jurisdiccional recupera un rol preponderante. El derecho se contiene, principalmente, en los precedentes judiciales y en las sentencias dictadas por los tribunales; una ley que no se aplica es una ley muerta.

## Escuelas
En el realismo jurídico contemporáneo sea pueden distinguir al menos cuatro escuelas:
- La escuela del realismo estadounidense
- La escuela del realismo genovés (Giovanni Tarello, P. Comanducci, R. Guastini, etc.)
- La escuela escandinava
- El realismo de la interpretación jurídica del francés Michel Troper.

Como precursor de los realistas estadounidenses cabe mencionar a Oliver Wendell Holmes Jr., quien consideraba que el derecho no es otra cosa que las profecías de cómo los jueces resolverán los asuntos jurídicos. Dentro de sus principales representantes tenemos a Karl Llewellyn y a Chipman Gray. Otros autores destacados son Roscoe Pound, Jerome Frank, Thurman Arnold, Felix S. Cohen, y B. N. Cardozo. Todos ellos son juristas, y no filósofos. Puntos comunes del movimiento(siempre rechazaron el término "escuela") son: una concepción instrumental del derecho, como un medio para fines sociales; una visión dinámica de la sociedad y las instituciones; desconfianza en las reglas del método jurídico tradicional (ver Positivismo Jurídico); rechazo de la teoría imperativista de las normas; valoración de las normas por sus efectos; y un enfoque del derecho desde la perspectiva de los casos y de los problemas reales que se presentan.
Axel Hägerström, Alf Ross y Karl Olivecrona destacan entre los realistas escandinavos, para quienes la eficacia o vigencia real de las normas jurídicas es la propiedad determinante, por encima de la validez meramente formal y del contenido moral de las mismas. Lo que define al Derecho no son las normas aisladamente consideradas, sino las instituciones, el sistema, por lo que el análisis de los fenómenos jurídicos debe hacerse en su conjunto.
Finalmente, Michel Troper ha desarrollado una teoría realista según la cual la interpretación no es un acto de conocimiento de la ley, sino un acto de voluntad del juez.

## Posteridad del realismo jurídico
Aunque declinó su fuerza luego de la Segunda Guerra Mundial, la influencia del realismo jurídico ha alcanzado a la corriente llamada "estudios críticos del derecho" (Duncan Kennedy y Roberto Unger), a la teoría jurídica feminista y al análisis económico del derecho (autores como Richard Posner y Richard Epstein).

## Críticas
Para el iusnaturalismo clásico se trata de un positivismo jurídico-sociológico, positivismo sociológico-jurídico o sociologismo jurídico.